# Gustaf Fjæstad
Gustaf Fjaestad (22 de diciembre de 1868–17 de julio de 1948) fue un pintor sueco.

## Biografía
Gustaf Adolf Christensen Fjæstad nació en la parroquia Jakobs en la diócesis de Estocolmo, Suecia. Era hijo de Peder Christensen Fjæstad y Kristina Andersson. Estudió en la Real Academia Sueca de Bellas Artes en 1891-1892 y luego durante 1893 en la Academia de las Artes ( Konstnärsförbundets skola ) dirigida por Richard Bergh en Estocolmo.

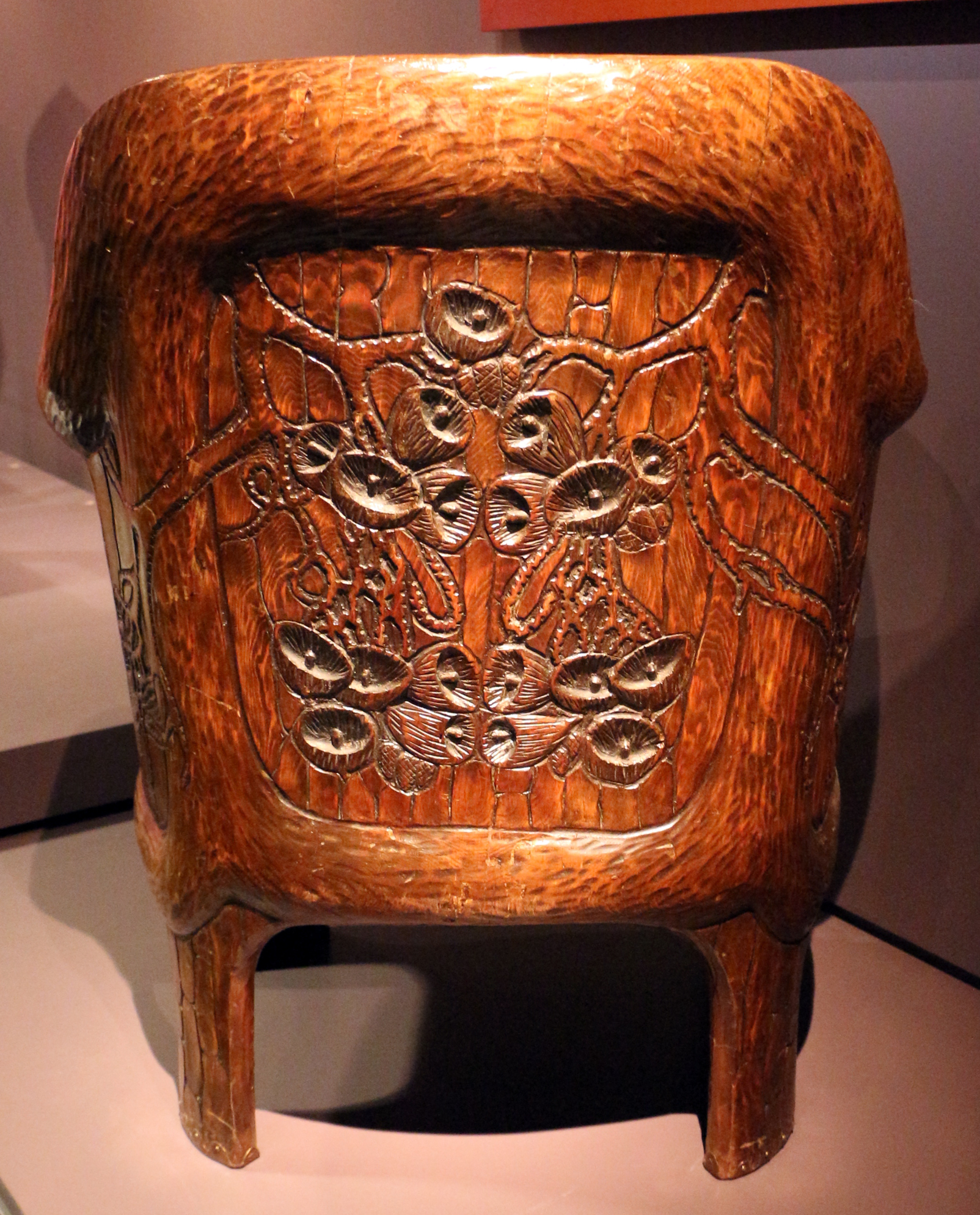
Sillón de Gustaf Fjæstad, hacia 1905, Museo de Orsay, París

Fjæstad pertenecía a la Asociación de Artistas ( Konstnärsförbundet ). Ayudó a Bruno Liljefors durante la decoración del Museo Biológico (Estocolmo) y colaboró con Carl Larsson en los murales que ahora se encuentran en el Museo Nacional de Estocolmo. En 1897, se mudó a Taserud cerca de Arvika en Värmland. Celebró su primera exposición individual en Estocolmo en 1908. En 1910 expuso nuevamente en Estocolmo, en 1914 en Berlín y en 1927 en Londres. En 1932 se exhibió una gran exposición de sus obras de períodos posteriores  en el Museo Värmlands. Después de la primera década del siglo XX, se dedicó principalmente a la artesanía en madera. Su obra se encuentra en muchas colecciones nacionales e internacionales.

## Vida personal
Aparte de la pintura, Fjæstad también fue un ciclista consumado. Ganó el Mälaren Runt inaugural alrededor del lago Mälaren en 1892.
En 1898, se casó con la artista Maja Fjæstad (1873-1961). Fueron los padres de cuatro hijos, incluida la autora Agneta Fjaestad (1901-1997). Tanto él como su esposa eran miembros de la colonia de artistas Rackstad en Arvika en Värmland, Suecia. Fue enterrado en el cementerio de Arvika. 

## Galería

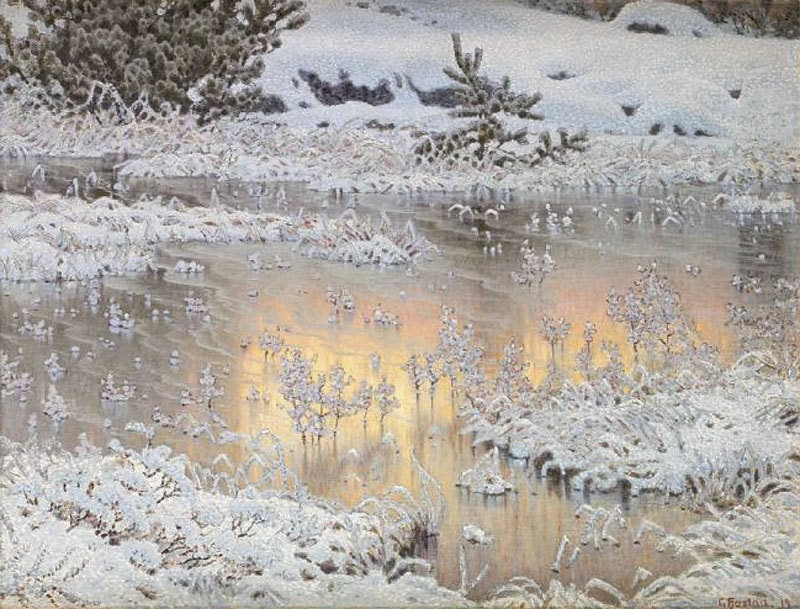
Mañana helada (1919)
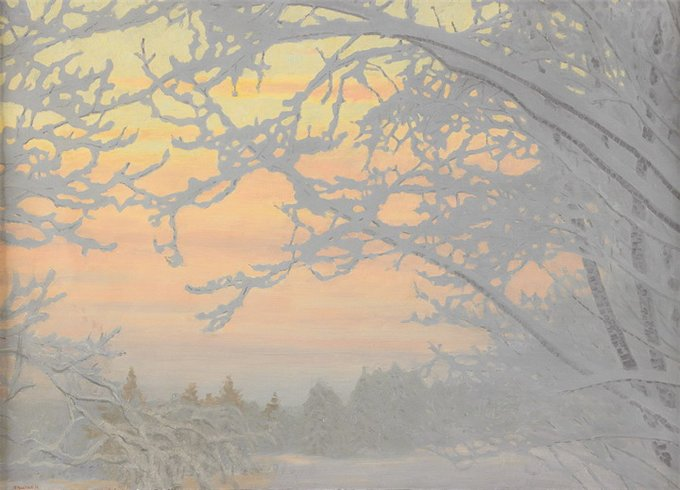
Noche fría de invierno (1897)
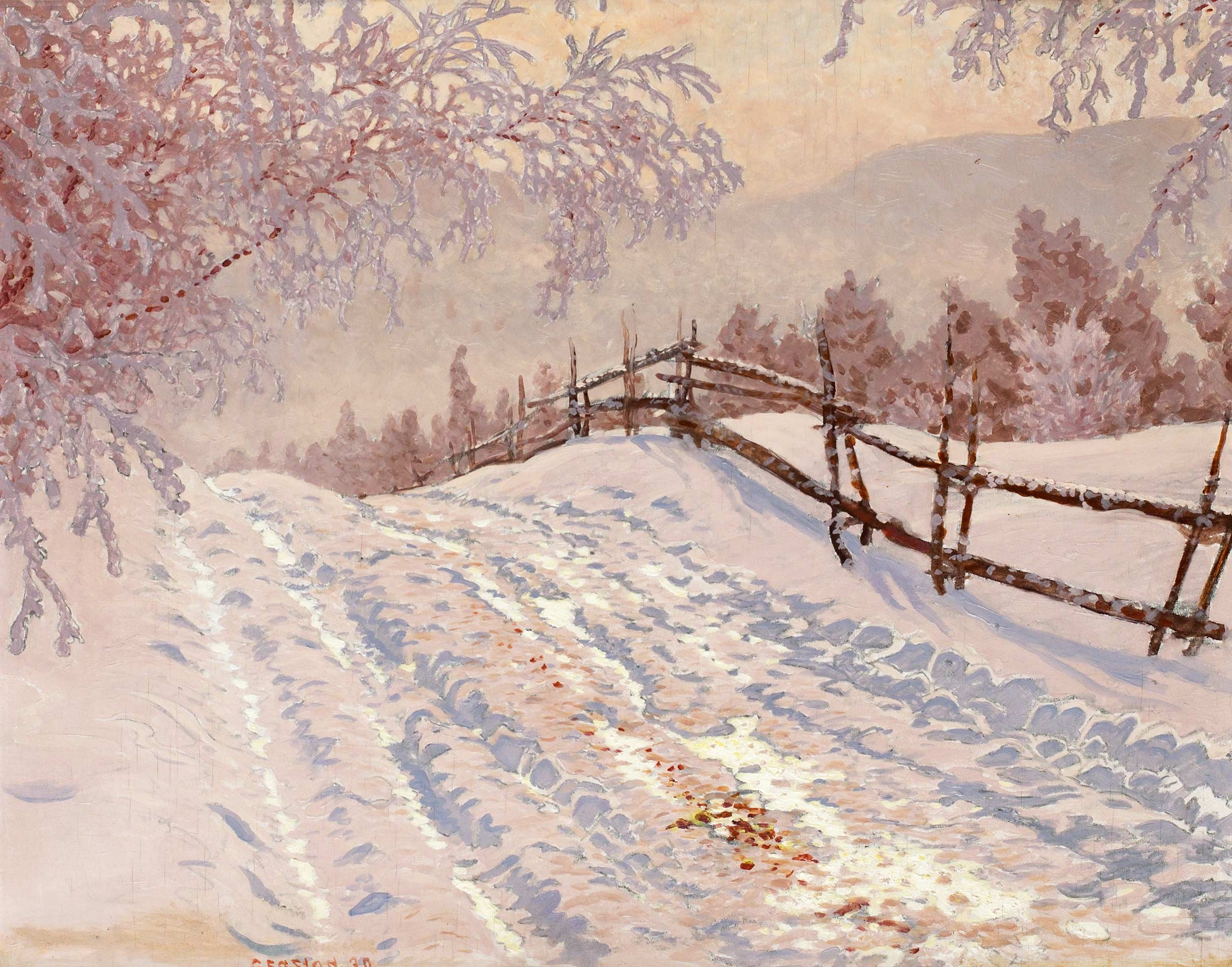
Camino cubierto de nieve con valla (1930)

## Otras fuentes
- Fjaestad, Agneta (1981) Gustaf och Maja Fjaestad : ett konstnärspar (Karlstad: NWT Media AB)
- Nasgaard, Roald (1984) The Mystic North: Paisaje simbolista en el norte de Europa y América del Norte, 1890-1940 (Toronto: University of Toronto Press)
- Holmquist-Wall, Erika (2006) La idea del norte: El arte de Gustaf Adolf Fjaestad (1868-1946) (Saint Paul, MN: Universidad de St. Thomas)

- Datos: Q3378634
- Multimedia: Gustaf Fjæstad / Q3378634